# Estadio municipal Los Arcos
El estadio municipal Los Arcos es un recinto deportivo construido en la ciudad de Orihuela, Alicante, España. Fue inaugurado en 1945 y es usado por el Orihuela Club de Fútbol, que en la actualidad milita en Segunda RFEF. Tiene una capacidad de 3000 espectadores. El estadio se encuentra situado en el Camino Viejo de Molins.
En 2019 recibió serios daños que llevaron a especular con su demolición.